# Qandala
Qandala (cunoscut și ca Candala, Andala, Bender Chor, Bandar Kor, Bender Kor sau Taba Tege) este un oraș din Somalia.